# Der Mann aus Basra und seine Sklavin

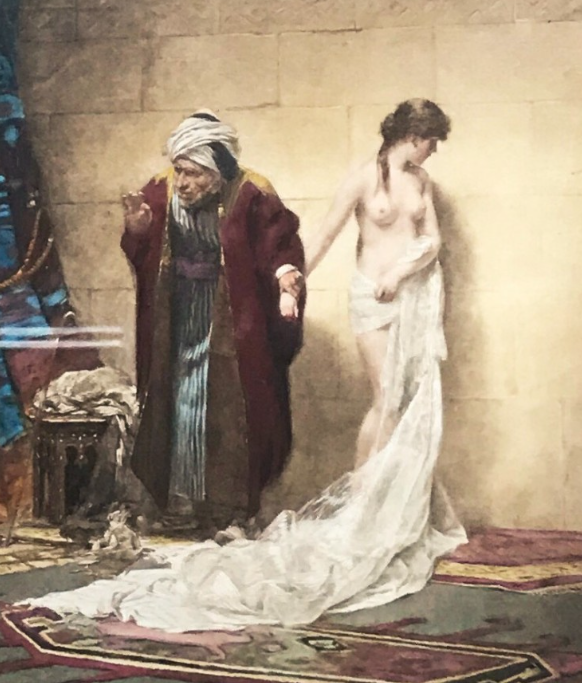
Die Sklavin wird auf dem Markt verkauft. Orientalismus-Gemälde von Frederick Vezin (1859–1933).

Der Mann aus Basra und seine Sklavin, auch Abdallah ibn Ma'mar und der Mann aus Basra und seine Sklavin ist eine Liebesgeschichte aus den Erzählungen aus Tausendundeiner Nacht. Sie ist in der Arabian Nights Encyclopedia als ANE 106 gelistet. (→ Tausendundeine Nacht – Liste der Geschichten)
Die Kurzgeschichte erzählt vom Liebespaar einer Sklavin und ihrem Herrn, die in wirtschaftliche Not geraten und sich zu einem folgenschweren Schritt entscheiden, doch auf einen gütigen Mann treffen.

## Handlung
Einst kaufte ein Mann aus dem Volk von Basra auf dem Markt eine Sklavin, die er aufs beste (zu einer Sängersklavin) erziehen und unterrichten ließ. Er liebte sie leidenschaftlich und gab all sein Geld für Feiern und Vergnügungen mit ihr aus, bis er kein Geld mehr hatte und in harte Armut stürzte. Da wandte sich seine Sklavin an ihn und bat ihn, sie auf dem Sklavenmarkt zu verkaufen, da er so wieder zu Wohlstand gelangen könne und sie ihn nicht mehr leiden sehen müsste. Schließlich stimmte ihr Besitzer zu und brachte das Mädchen auf den Sklavenmarkt, wo der Makler sie dem Emir von Basra, Abdallah ibn Ma'mar al-Taimi zum Kauf anbot. Dem Emir gefiel die Sklavin und er kaufte sie für fünfhundert Dinar.
Doch als der Emir das Mädchen gekauft hatte und mit ihr fortgehen wollte, erhob sie die Stimme und begann zu weinen und die Verse der Trauer über die Trennung von ihrem alten Besitzer zu erheben. Dieser hörte ihre Worte und begann nun ebenfalls schmerzhafte Verse über die Trennung von seiner Liebsten zu erheben, ein Schicksal, dass nur der Emir noch ändern könne. Der Emir hörte die Verse und lehnte es ab die Liebenden voneinander zu trennen. Stattdessen gab er ihm seine Sklavin zurück und forderte den Kaufpreis von ihm nicht zurück. So wurde das Paar wieder vereint und lebte glücklich zusammen, bis der Tod sie voneinander schied.

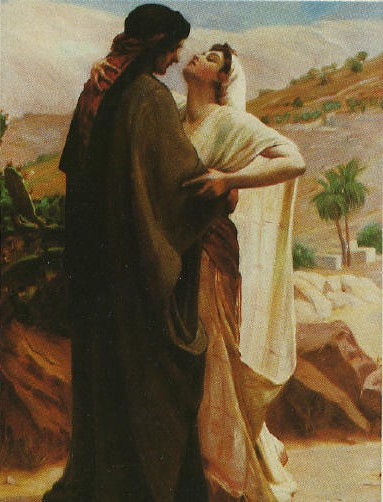
Der Mann aus Basra und seine Sklavin sind wieder vereint. Gemälde von Frederick Goodall (1822–1904).

## Hintergrund
Die Geschichte ist in den ägyptischen Manuskripten und den frühen arabischen Druckausgaben von Tausendundeine Nacht enthalten, mit Ausnahme der Breslauer Edition. Die Kalkutta-II-Edition wurde von Richard Francis Burton und Enno Littmann für ihre Übersetzungen verwendet.

## Rezeption
Die Geschichte wird bereits bei Ibn al-Sarradsch (gest. 1106) in seinem Werk Masâri al-'ushshâq zitiert; sowie später in Thamarât al-awrâq von Ibn Hijja al-Hamawi (gest. 1434) und in Tazyîn al-aswâq von Dawud al-Antaki (gest. 1599).

## Ausgaben
- Enno Littmann: Die Erzählungen aus den tausendundein Nächten, Insel Verlag, Frankfurt 1968, Band 3, S. 432f.